# Brian Jones (Mediziner)
John Brian Jones (* 1950), häufig Brian Jones oder manchmal auch J. Brian Jones geschrieben, ist ein neuseeländischer Pathologe, Parasitologe und Bakteriologe.

## Leben
Ab 1969 studierte Jones Zoologie und Tierbiologie an der Victoria University of Wellington in Neuseeland, wo er 1971 den Bachelor of Science und 1972 den Bachelor of Science mit Auszeichnung (BSc (hons)) erwarb. Nach einem Doktoratsstudium an derselben Universität ab 1973 wurde er 1975 mit der Dissertation Studies on animals closely associated with some New Zealand marine molluscs unter der Leitung von Thomas C. Cheng zum Ph.D. promoviert.
Von November 1975 bis Januar 1995 war er Fischereiwissenschaftler am Ministerium für Landwirtschaft und Fischerei in Neuseeland, wo er sich mit der Diagnose von Fisch- und Muschelkrankheiten sowie der Bestandsbewertung der pelagischen Fischbestände, einschließlich der Thunfische, befasste. Von Januar 1995 bis Januar 2013 war er leitender Fischpathologe an der Abteilung für Fischerei der Regierung von Western Australia in South Perth. Hier war für die Leitung des Diagnoselabors für Fischgesundheit, die Translokationsprüfung und Zertifizierung von Brutstätten für Fische und Muscheln in Western Australia, die Untersuchung des Fischsterbens sowie für die die Verwaltung der Abteilung Biosicherheit und biologische Vielfalt innerhalb der Forschungsgruppe Fischerei verantwortlich. Von 2013 bis 2018 war er kommissarischer Leiter des Diagnoselabors für Bakteriologie und aquatische Tiergesundheit des Ministry for Primary Industries in Wallaceville, Upper Hutt, Wellington.
Jones’ Forschungsprojekte umfassen auch die klassische Taxonomie parasitärer Ruderfußkrebse sowie die Histopathologie bei aquatischen Tieren, insbesondere bei Weichtieren. 1983 war er Stipendiat an der Universität Hokkai Gakuen in Sapporo, Japan und kehrte dann zum Ministerium für Landwirtschaft und Fischerei zurück, um an pelagischen Fischen und an Thunfischen zu arbeiten. Er war Mitglied zahlreicher Ausschüsse für aquatische Tiergesundheit im Bundesstaat Western Australia, ist ein beim Network of Aquaculture Centers in Asia-Pacific (NACA) und bei der Food and Agriculture Organization of the United Nations (FAO) gelisteter Experte für Muschelkrankheiten und ist seit Oktober 2009 Lehrbeauftragter an der Murdoch University.
Brian Jones veröffentlichte über 180 Schriften, darunter befinden sich auch die Erstbeschreibungen zur Troughton-Waldfledermaus (Vespadelus troughtoni), zur Baverstock-Waldfledermaus (Vespadelus baverstocki), zur Finlayson-Höhlenfledermaus (Vespadelus finlaysoni), zur Westlichen Falschen Zwergfledermaus (Falsistrellus mackenziei), zur Watts-Zwergfledermaus (Pipistrellus wattsi) sowie zur Cape-York-Zwergfledermaus (Pipistrellus adamsi), die in Zusammenarbeit mit Nick Caputi und Darrell J. Kitchener entstanden sind. Des Weiteren beschrieb er die Ruderfußkrebsarten Caligus kahawai, Cocculinika myzorama, Doropygus globosus,  Doropygus louisae, Doropygus platythorax, Doropygus spinosus, Ergasilus rotundicorpus, Hatschekia atagonel, Hatschekia becuni, Hatschekia girelli, Hatschekia japonica, Hatschekia manea, Hatschekia napoleoni, Hatschekia squamata, Lichomolgidium tupuhiae, Lonchidiopsis setosus, Mugilicola smithae und Ophioseides schellenbergi.